# Edwin Rousby
Edwin Rousby (Budapeste, 21 de abril de 1856 - Londres, novembro de 1927), nascido com o nome de Sandor Rosner, foi um músico, artista de variedades e empresario, naturalizado americano de origem  húngaro, pioneiro na luminotécnica teatral e na exibição de filmes com o teatrógrafo,  antecipando-se em Espanha e Portugal ao cinematógrafo dos irmãos Lumière.  Rousby, era conhecido em Portugal como o «electricista de Budapeste».

## O Teatrógrafo
O primeiros tempos de Rousby, ainda como Sandor Rosner, foram na Hungria, na Inglaterra e nos Estados Unidos, juntamente com os seus irmãos, onde atuavam com o espetáculo chamado «Rosner's Hungarian Electrical Orchestra» (A orquestra elétrica húngara de Rosner), de música e efeitos de luminotécnica.
Em 1888, de volta na Europa, Rosner e a sua mulher, Lilly Warda Rosner, foram trabalhar a Paris, ao  Folies Bergère, e mudaram seus nomes pelos de Edwin Rousby y Maud Irving, a fim de evitar a desconfiança do público pela sua origem prussiano.
Em 1895 o casal Rousby- Irving, durante uma estadia na inglaterra, conheceu o teatrógrafo inventado por William Paul nesse mesmo ano, e decidiram explorar um novo negócio.
Entre 1896 e 1897 Rousby percorreu vários países da Europa, entre os quais a Espanha e Portugal, com o intuito de exibir filmes com o teatrógrafo ou animatógrafo, aparelho que se tornaria um dos mais utilizados em salas de projeção de todo o mundo e que, pela sua simplicidade e eficácia, se tornaria um modelo para o fabrico dos modernos projetores de cinema.
Pelos finais do mês de Agosto de 1896, o teatrógrafo era uma das máquinas mais usadas em Inglaterra, França, Espanha, Portugal, Suécia, Itália, África do Sul e Austrália. Por essa altura, só o vitascópio (Vitascope), projector comercializado por Thomas Edison, era mais vendido. O Vitascope foi apresentado pela primeira vez em público a 23 de Abril de 1896, no Koster and Bial's Music Hall de Nova York, acabando por conquistar os mercados norte-americano e canadiano.

## Rousby em Portugal
O teatrógrafo foi apresentado em Madrid a 7 de Abril de 1896, em Lisboa a 18 de Junho (Real Colyseu – Rua da Palma, nº 288), no Porto entre 17 de Julho e 10 de Agosto (Theatro-Circo do Príncipe Real, que actualmente se chama  Teatro Sá da Bandeira), em Espinho a 12 de Agosto, na Figueira da Foz a 15 de Agosto, tendo passado por outros locais. Volta a ser apresentado em Lisboa no dia 27 de Agosto com o propósito de exibir algumas “tomadas de vista” filmadas por um dos operadores de William Paul chamado Henry Short. Estas “Portuguese Views” seriam depois projectadas em Londres, no dia 22 de Outubro do mesmo ano, numa série intitulada “A Tour in Spain and Portugal”, que teve lugar no Alhambra Theatre.
Rousby volta a Portugal no início de 1897, organizando novas projeções nos dias 4, 5 e 6 de Janeiro no Real Colyseu da Rua da Palma, em Lisboa.. As sessões serviriam para a divulgação de um modelo aperfeiçoado do teatrógrafo, a que Rousby dá o nome de Animatographo Colossal.
(Ver desenvolvimento do tema em Aurélio Paz dos Reis e Manuel Maria da Costa Veiga)